# Gran icosidodecaedro
En geometría, el gran icosidodecaedro es un poliedro uniforme estrellado, indexado como U54. Tiene 32 caras (20 triángulos y 12 pentagramas), 60 aristas y 30 vértices. Se le asigna un símbolo de Schläfli r{3,5⁄2}. Es el rectificado del gran dodecaedro estrellado y del gran icosaedro. Fue descubierto de forma independiente por Hess, 1878;Badoureau, 1881; y Pitsch, 1882.

## Poliedros relacionados
La figura es una rectificación del gran icosaedro o del gran dodecaedro estrellado, de manera similar a la que el (pequeño) icosidodecaedro está relacionado con el (pequeño) icosaedro y el (pequeño) dodecaedro, y el cuboctaedro con el cubo y el octaedro.
Comparte su disposición de vértices con el icosidodecaedro, que es su envolvente convexa. A diferencia del gran icosaedro y el gran dodecaedro, el gran icosidodecaedro no es una estelación del icosidodecaedro, sino un facetado de este.
También comparte su disposición de vértices con el gran icosihemidodecaedro (que tiene las caras triangulares en común) y con el gran dodecahemidodecaedro (que tiene las caras del pentagrama en común).
| Gran icosidodecaedro | Gran dodecahemidodecaedro | Gran icosihemidodecaedro | Icosidodecaedro (envolvente convexa) |

Secuencia animada del truncamiento desde {5/2, 3} hasta {3, 5/2}

El truncado del gran dodecaedro estrellado es un poliedro degenerado, con 20 caras triangulares desde los vértices truncados y 12 caras pentagonales (ocultas) como truncamientos de las caras del pentagrama original. Estas últimas forman un gran dodecaedro inscrito, y comparte las aristas del icosaedro.
| Nombre              | Gran dodecaedro estrellado | Gran dodecaedro estrellado truncado | Gran icosidodecaedro | Gran icosaedro truncado | Gran icosaedro |
| ------------------- | -------------------------- | ----------------------------------- | -------------------- | ----------------------- | -------------- |
| Diagrama de Coxeter |                            |                                     |                      |                         |                |
| Imagen              |                            |                                     |                      |                         |                |

### Gran triacontaedro rómbico
El dual del gran icosidodecaedro es el gran triacontaedro rómbico. Es un poliedro no convexo, isoedral e isotoxal. Tiene 30 caras rómbicas que se cruzan entre sí. También se puede denominar gran triacontaedro estrellado.
El gran triacontaedro rómbico se puede construir expandiendo el tamaño de las caras de un triacontaedro rómbico por un factor de τ3 = 1+2τ = 2+√5, donde τ es el número áureo.